# Dasineura paeoniae
Dasineura paeoniae är en tvåvingeart som beskrevs av Fedotova 1989. Dasineura paeoniae ingår i släktet Dasineura och familjen gallmyggor.
Artens utbredningsområde är Kazakstan. Inga underarter finns listade i Catalogue of Life.